# Ponte (Silleda)
San Miguel de Ponte es una parroquia gallega del municipio de Silleda en la provincia de Pontevedra, en España. Según el padrón municipal de 2011 tenía 175 habitantes, 95 hombres y 80 mujeres, distribuidos en 6 entidades de población, un descenso respecto al año 2000, cuando tenía 187 habitantes. Su nombre proviene del antiguo puente (ponte en gallego) que unía las tierras de Deza y Trasdeza.

## Geografía
Está formada por 10 núcleos de población (de norte a sur): Sino, A Aldea de Arriba, Aldea de Abaixo, A Regueira, Trasfontao y Carderrey (Carderrei), que forman la parte de la parroquia conocida como "San Miguel"; O Espiño, Trasdosisto, donde se encuentra el campo de la fiesta; Rosende y Meixomence, siendo este último el más apartado del resto.

## Historia
Los primeros datos registrados sobre la parroquia de Ponte datan de un documento de 1463, donde aparece el foro de tres caseríos: el Casal de Rey (del que deriva el nombre de Casderrei), el de Trasfontao y el de Numelle (o Nonelle). Estos caseríos vuelven a ser protagonistas de otro documento de foro de 1521.
Ponte pertenecía en el siglo XVIII a la provincia de Santiago dentro de la jurisdicción de Trasdeza. En 1752, como demuestra el catastro de Ensenada, esta parroquia estaba constituida por los núcleos de población de Aldea de Abaixo, Casderrei, A Regueira y Trasfontao. Además, a ella estaba agregado parte del llamado coto de Rosende, formado por los núcleos de Meixomence, As Casas do Monte y Rosende. Este último lugar estaba dividido entre Ponte y la vecina parroquia de Vilar. Esta demarcación era regida por la Orden de San Juan de Jerusalén, bajo la Encomienda de Beade.
En el siglo XX, Ponte destacaría por el sindicato de trabajadores de la vía del ferrocarril Zamora-La Coruña, la Unión Obrera de Ponte, de cierto carácter socialista. Esta organización sería perseguida y algunos de sus miembros serían represaliados al iniciarse la guerra civil española en 1936. También se empezaría a explotar una cantera en el monte do Picoto, por donde transcurre el límite entre Ponte y Vilar. En las proximidades de la misma se encuentra la fábrica da luz (en el regueiro de Rosende), así como la estación depuradora de aguas residuales de Silleda. Con la concentración parcelaria e la PO-205,  se mejorarían las comunicaciones en la parroquia. En las décadas finales de este siglo, se inicia la construcción del recinto de la Feria Internacional de Galicia, parte de él en el monte del lugar de Meixomence y otra parte en terrenos de la parroquia de Silleda, recinto donde se celebra la Semana Verde.

## Vías de comunicación
En la década de 1930 se inicia la construcción da vía férrea Zamora-La Coruña. Esta obra fue interrumpida por la Guerra Civil, retomándose en la década de 1950 e inaugurándose el 8 de septiembre de 1958. El camino de hierro deja en esta parroquia tres túneles (de oeste a este): el túnel da Estivada o do Outeiro (próximo a la estación de O Castro, también llamada apeadero de Silleda), el túnel da Xaldiña y el túnel da Canteira, este último con una boca en Vilar, y todos ellos de una longitud similar.
Sería treinta años después, a finales de la década de 1980, cuando la concentración parcelaria mejorase las comunicaciones en la parroquia abriendo nuevos caminos. Este proyecto se llevó a cabo en prácticamente todas las terras de cultivo y monte situadas al sur de la vía férrea. Varios años más tarde, se inicia la construcción de la PO-205, que uniría Silleda con el vecino municipio de Villa de Cruces. Con la llegada del siglo XXI, echa a andar la AP-53, que une Santiago de Compostela y Orense, dejando en la parroquia una salida y un peaje semitroncal.

## Fiestas y celebraciones
En el mes de septiembre, se celebran en Ponte las fiestas patronales en honor a San Miguel y a la Virgen del Carmen el último fin de semana de dicho mes, trasladadas a estas fechas por motivos laborales, puesto que en realidad se festejarían el 29 y el 30. También se celebra el segundo domingo de septiembre la festividad de la Virgen de los Remedios y la de San Verísimo el domingo anterior a las patronales. Este último era festejado el domingo anterior al día 29, pero por el cambio antes citado, se celebraba el domingo anterior a las patronales.
La fiesta de San Verísimo era muy sonada en los alrededores de Ponte y a ella acudían muchas personas del contorno, que traían consigo mesas y comida para pasar el día, acompañado por el sonido de los músicos que animaban la antigua carballeira do Arrieiro, situada donde está el actual campo de la fiesta. Pero poco a poco perdió fuerza y a principio de la década de 1970, dejó de celebrarse de esa manera y se redujo a una simple misa en honor al santo. Por otra parte, las fiestas patronales cogieron fuerza y pasaron a ser las fiestas principales.
Recientemente, el 8 de diciembre del 2007, se celebró la festividad de la Inmaculada Concepción coincidiendo con el 50.º aniversario del actual párroco, Luis Galego García, a cargo de esta parroquia. Además, coincidiendo con las fiestas patronales, desde 2010 se celebra la Fiesta gastronómica del Chorizo al Vino, que congrega a cientos de personas en el campo de la fiesta al que aún muchos llaman "campo do san Verísimo".